# Arctopsyche composita
Arctopsyche composita är en nattsländeart som beskrevs av Martynov 1930. Arctopsyche composita ingår i släktet Arctopsyche och familjen ryssjenattsländor. Inga underarter finns listade i Catalogue of Life.